# Episodi di Clarence (serie animata) (corti)
I corti di Clarence sono stati trasmessi su Internet negli Stati Uniti d'America a partire dal 6 luglio 2015, in Italia il 1º dicembre 2015 su Cartoon Network.
| N° | Titolo originale    | Titolo italiano                        | Prima TV USA      | Prima TV Italia  |
| -- | ------------------- | -------------------------------------- | ----------------- | ---------------- |
| 1  | Beauford T. Pusser  | Un gatto di troppo                     | 6 luglio 2015     | 1º dicembre 2015 |
| 2  | Have a Ball         | L'amico silenzioso                     | 3 agosto 2015     | 1º dicembre 2015 |
| 3  | Big Boy             | Voglia di crescere                     | 1º settembre 2015 | 1º dicembre 2015 |
| 4  | Beach Blast         | Esplosione sulla spiaggia              | 5 aprile 2016     | 1º dicembre 2015 |
| 5  | Belson Touch        | Tocco Da Belson                        | 16 giugno 2016    |                  |
| 6  | Separation Anxiety  | Ansia Da Separazione                   | 1º agosto 2016    |                  |
| 7  | Beans               | Fagioli                                | 12 settembre 2016 |                  |
| 8  | Sticky Clarence     | Clarence Appiccicoso                   | 28 novembre 2016  |                  |
| 9  | Claw Machine        | Artiglio-Macchina                      | 20 dicembre 2016  |                  |
| 10 | Birding with Guyler | Lezione- Educare un uccello con Guyler | 26 maggio 2017    |                  |
| 11 | Rainy Day           | Giorno Di Pioggia                      | 26 maggio 2017    |                  |
| 12 | Doodle Battle       | Battaglia Di Scarabocchi               | 26 maggio 2017    |                  |
| 13 | Clarencio Magnifico | Clarence Il Magnifico                  | 27 maggio 2017    |                  |